# تشارلز إتش كورلت
تشارلز إتش كورلت (بالإنجليزية: Charles H. Corlett)‏ هو عسكري أمريكي، ولد في 31 يوليو 1889 في بورتشارد في الولايات المتحدة، وتوفي في 13 أكتوبر 1971 في إسبانيولا في الولايات المتحدة.